# Branne (Gironde)
Pour les articles homonymes, voir Branne.
Branne est une commune du Sud-Ouest de la France située dans le département de la Gironde, en région Nouvelle-Aquitaine.

## Géographie

### Localisation
La commune de Branne est située dans la région naturelle de l'Entre-deux-Mers, en rive gauche de la Dordogne, sur la route départementale 936 entre Castillon-la-Bataille et Bordeaux. Elle est le centre de l'unité urbaine de Branne qu'elle constitue avec les communes de Grézillac et Lugaignac.

### Communes limitrophes
Les communes limitrophes sont  Cabara, Grézillac, Lugaignac, Saint-Aubin-de-Branne et Saint-Sulpice-de-Faleyrens.
|           | Saint-Sulpice-de-Faleyrens |                       |
| Grézillac | Branne                     | Cabara                |
| Lugaignac |                            | Saint-Aubin-de-Branne |

### Hydrographie

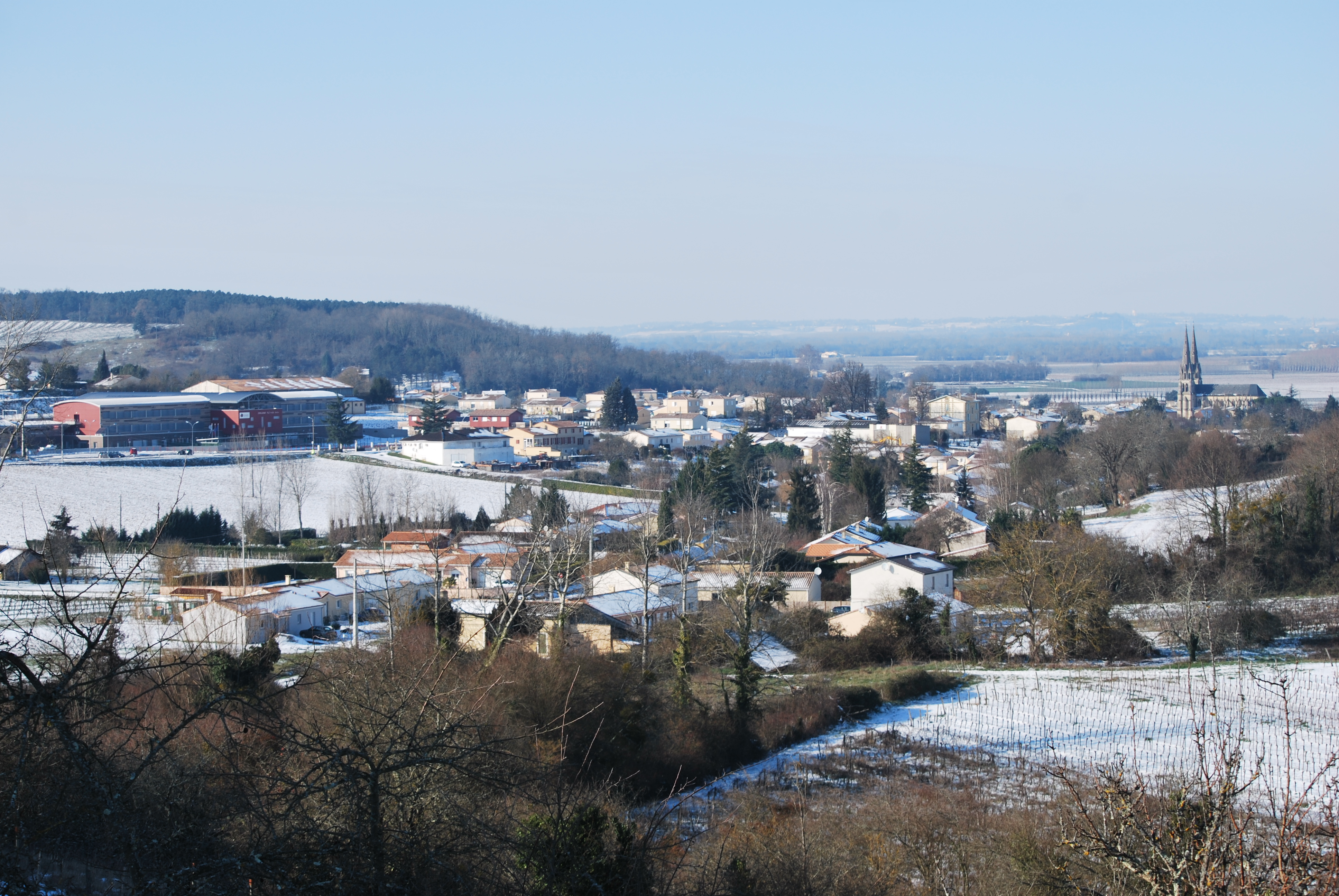
Vue générale de Branne sous la neige.

Rattachée à la circonscription du bassin versant Adour-Garonne, Branne se situe plus précisément sur le territoire, en aval de la Cère, du bassin versant de la Dordogne, en rive gauche de cette dernière qui la sépare, au nord, de la commune de Saint-Sulpice-de-Faleyrens. Deux autres cours d'eau la traversent pour se jeter dans la Dordogne à hauteur de la commune, le ruisseau des Goths, petit ruisseau de 2 km qui la sépare de Cabara à l'est, et, en limite de Grézillac à l'ouest, le Lyssandre, cours d'eau d'une longueur de 5 km qui prend sa source à Guillac, longe Lugaignac et irrigue  Grézillac avant d'atteindre Branne au sud-ouest.

### Climat
Pour des articles plus généraux, voir Climat de la Nouvelle-Aquitaine et Climat de la Gironde.
Historiquement, la commune est exposée à un climat océanique aquitain.  
En 2020, Météo-France publie une typologie des climats de la France métropolitaine dans laquelle la commune est exposée à un climat océanique et est dans la région climatique  Aquitaine, Gascogne, caractérisée par une pluviométrie abondante au printemps, modérée en automne, un faible ensoleillement au printemps, un été chaud (19,5 °C), des vents faibles, des brouillards fréquents en automne et en hiver et des orages fréquents en été (15 à 20 jours).
Pour la période 1971-2000, la température annuelle moyenne est de 12,8 °C, avec une amplitude thermique annuelle de 14,7 °C. Le cumul annuel moyen de précipitations est de 832 mm, avec 11,7 jours de précipitations en janvier et 6,9 jours en juillet. Pour la période 1991-2020, la température moyenne annuelle observée sur la station météorologique la plus proche, située sur la commune de Saint-Émilion à 7 km à vol d'oiseau, est de 13,9 °C et le cumul annuel moyen de précipitations est de 798,1 mm,. Pour l'avenir, les paramètres climatiques de la commune estimés pour 2050 selon différents scénarios d’émission de gaz à effet de serre sont consultables sur un site dédié publié par Météo-France en novembre 2022.

### Milieux naturels et biodiversité

#### Natura 2000
La Dordogne est un site du réseau Natura 2000 limité aux départements de la Dordogne et de la Gironde, et qui concerne les 104 communes riveraines de la Dordogne, dont Branne,. Seize espèces animales et une espèce végétale inscrites à l'annexe II de la directive 92/43/CEE de l'Union européenne y ont été répertoriées.

#### ZNIEFF
Branne fait partie des 102 communes concernées par la zone naturelle d'intérêt écologique, faunistique et floristique (ZNIEFF) de type II « La Dordogne »,, dans laquelle ont été répertoriées huit espèces animales déterminantes et cinquante-sept espèces végétales déterminantes, ainsi que quarante-trois autres espèces animales et trente-neuf autres espèces végétales.

## Urbanisme

### Typologie
Au 1er janvier 2024, Branne est catégorisée bourg rural, selon la nouvelle grille communale de densité à sept niveaux définie par l'Insee en 2022.
Elle appartient à l'unité urbaine de Branne, une agglomération intra-départementale regroupant trois  communes, dont elle est ville-centre,,. Par ailleurs la commune fait partie de l'aire d'attraction de Bordeaux, dont elle est une commune de la couronne,. Cette aire, qui regroupe 275 communes, est catégorisée dans les aires de 700 000 habitants ou plus (hors Paris),.

### Occupation des sols

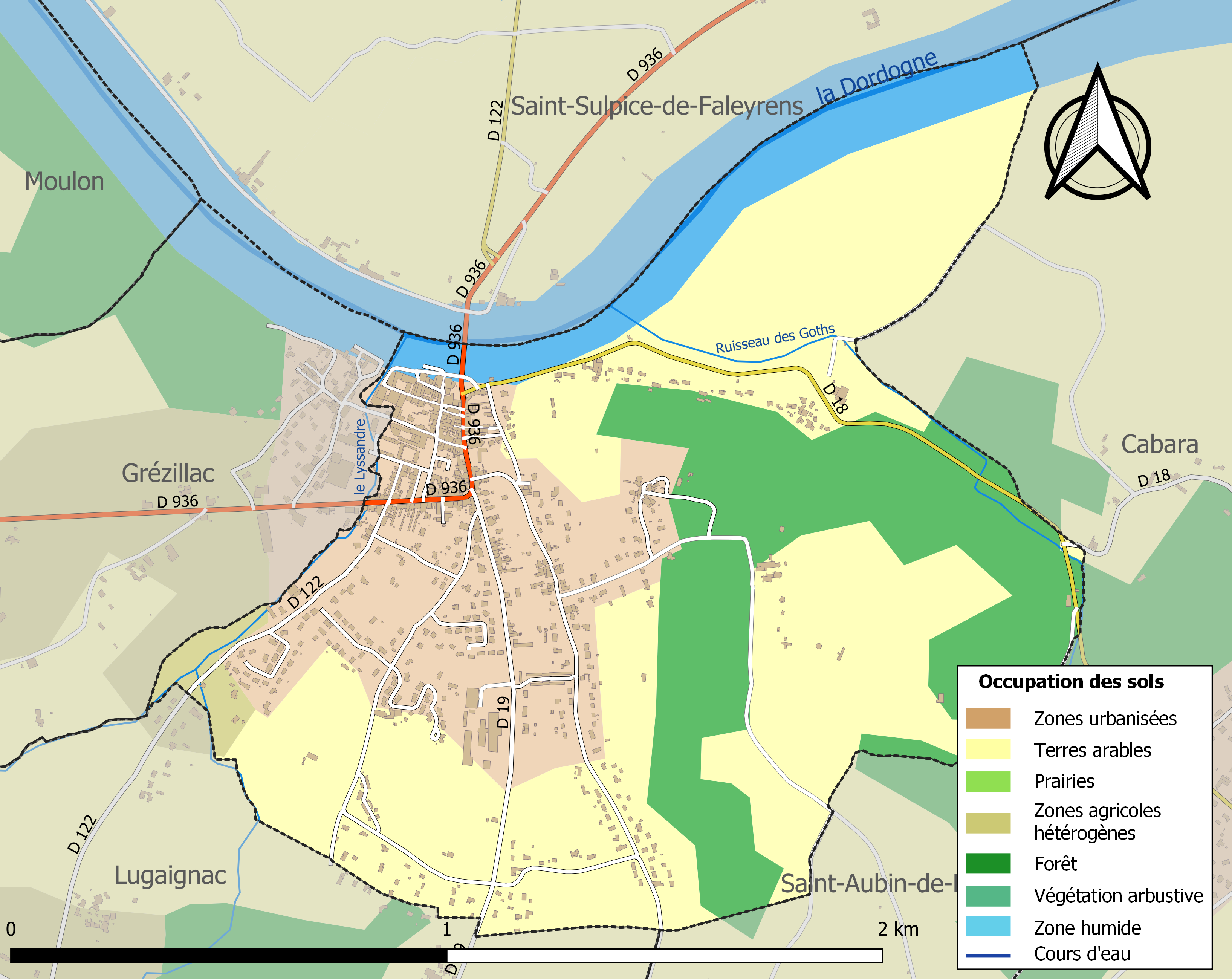
Carte des infrastructures et de l'occupation des sols de la commune en 2018 (CLC).

L'occupation des sols de la commune, telle qu'elle ressort de la base de données européenne d’occupation biophysique des sols Corine Land Cover (CLC), est marquée par l'importance des territoires agricoles (50,8 % en 2018), en diminution par rapport à 1990 (61,7 %). La répartition détaillée en 2018 est la suivante : 
cultures permanentes (49,5 %), zones urbanisées (21,6 %), forêts (21,1 %), eaux continentales (6,5 %), zones agricoles hétérogènes (1,3 %). L'évolution de l’occupation des sols de la commune et de ses infrastructures peut être observée sur les différentes représentations cartographiques du territoire : la carte de Cassini (XVIIIe siècle), la carte d'état-major (1820-1866) et les cartes ou photos aériennes de l'IGN pour la période actuelle (1950 à aujourd'hui).

### Risques majeurs
Le territoire de la commune de Branne est vulnérable à différents aléas naturels : météorologiques (tempête, orage, neige, grand froid, canicule ou sécheresse), inondations, mouvements de terrains et séisme (sismicité faible). Il est également exposé à un risque technologique, la rupture d'un barrage. Un site publié par le BRGM permet d'évaluer simplement et rapidement les risques d'un bien localisé soit par son adresse soit par le numéro de sa parcelle.

#### Risques naturels
La commune fait partie du territoire à risques importants d'inondation (TRI) de Libourne, regroupant les 20 communes concernées par un risque de submersion marine ou de débordement de la Dordogne, un des 18 TRI qui ont été arrêtés fin 2012 sur le bassin Adour-Garonne. Les événements significatifs aux XIXe et XXe siècles sont les crues de 1843 (6,80 m l'échelle de Libourne), de 1866 (6,40 m) et du 10 février 1944 (6,38 m) et du 27 décembre 1999 (6,36 m). Au XXIe siècle, les événements les plus marquants sont les crues de mars 2010 (5,55 m) et du 31 janvier 2014 (5,97 m). Des cartes des surfaces inondables ont été établies pour trois scénarios : fréquent (crue de temps de retour de 10 ans à 30 ans), moyen (temps de retour de 100 ans à 300 ans) et extrême (temps de retour de l'ordre de 1 000 ans, qui met en défaut tout système de protection). La commune a été reconnue en état de catastrophe naturelle au titre des dommages causés par les inondations et coulées de boue survenues en 1982, 1991, 1993, 1999 et 2009,.
Les mouvements de terrains susceptibles de se produire sur la commune sont des éboulements, chutes de pierres et de blocs.

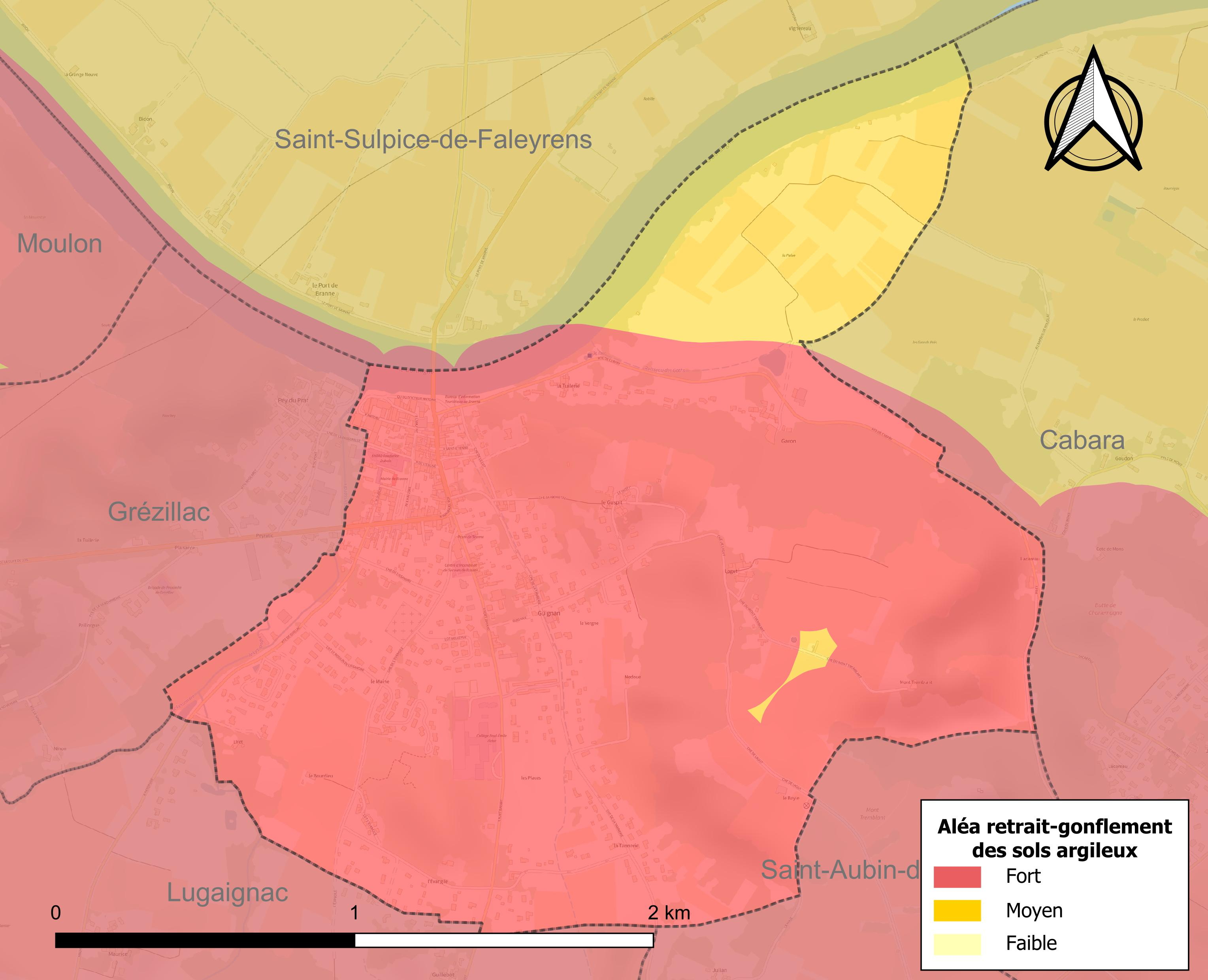
Carte des zones d'aléa retrait-gonflement des sols argileux de Branne.

Le retrait-gonflement des sols argileux est susceptible d'engendrer des dommages importants aux bâtiments en cas d’alternance de périodes de sécheresse et de pluie. La totalité de la commune est en aléa moyen ou fort (67,4 % au niveau départemental et 48,5 % au niveau national). Sur les 542 bâtiments dénombrés sur la commune en 2019,  542 sont en aléa moyen ou fort, soit 100 %, à comparer aux 84 % au niveau départemental et 54 % au niveau national. Une cartographie de l'exposition du territoire national au retrait gonflement des sols argileux est disponible sur le site du BRGM,.
Par ailleurs, afin de mieux appréhender le risque d’affaissement de terrain, l'inventaire national des cavités souterraines permet de localiser celles situées sur la commune.
Concernant les mouvements de terrains, la commune a été reconnue en état de catastrophe naturelle au titre des dommages causés par la sécheresse en 2012, par des mouvements de terrain en 1999 et par des glissements de terrain en 1993.

#### Risques technologiques
La commune est en outre située en aval du  barrage de Bort-les-Orgues, un ouvrage sur la Dordogne de classe A soumis à PPI, disposant d'une retenue de 477 millions de mètres cubes. À ce titre elle est susceptible d’être touchée par l’onde de submersion consécutive à la rupture de cet ouvrage.

## Toponymie
Le nom de Branne est documenté dès le Moyen Âge sous la forme Brana (cartulaire de la Sauve, XIe - XIIe siècle). Ce nom pourrait indiquer un marécage qui se dit « bran » en patois local.[réf. nécessaire]
L'origine du toponyme serait ancienne et en rapport avec la situation géographique de Branne, « lieu de passage obligé » pour traverser la Dordogne (gué). Les environs de Branne s'appellent d'ailleurs le Barsanès (le village voisin de Saint-Aubin-de-Branne se dénommait Sancti Albani in Barssanesio en 1273).

## Histoire
Le seigneur de Montlau combattit aux côtés de Blaise de Monluc contre le duc de Duras. Les familles Varinot, Cursol, Montesqieu possédaient un grand nombre de maisons nobles. Plusieurs confréries historiques  y séjournèrent, notamment les Templiers ou encore des chevaliers de l'ordre de Saint-Jean de Jérusalem.
Les tumuli de Branne et Cabara seraient des hommages prêtés par le seigneur Le Prince au roi d'Angleterre.

## Politique et administration

### Liste des maires
| Période                                  | Période      | Identité                | Étiquette | Qualité                                |
| ---------------------------------------- | ------------ | ----------------------- | --------- | -------------------------------------- |
| Les données manquantes sont à compléter. |              |                         |           |                                        |
| ?                                        | ?            | Alfred Esquissaud       | Droite    | Conseiller général (1883-1902)         |
| ?                                        | ?            | Henri Chausserie-Laprée |           | Nommé conseiller départemental en 1943 |
| avant 1988                               | ?            | Alain Bonneau           |           |                                        |
| mars 2001                                | 2014         | Serge Morin             | PS        |                                        |
| mars 2014                                | juin 2014    | Marie-Christine Faure   | PS        |                                        |
| juin 2014                                | octobre 2014 | Délégation spéciale     |           |                                        |
| octobre 2014                             | 2020         | Jean-Marie Dupont       | DVD       | Retraité Fonction publique             |
| 2020                                     | avril 2024   | Marie-Christine Faure   |           |                                        |
| avril 2024                               | 2026         | Serge Maugey            |           |                                        |

### Arrondissement, canton, intercommunalité
La commune de Branne fait partie de l'arrondissement de Libourne. À la suite du découpage territorial de 2014 entré en vigueur à l'occasion des élections départementales de 2015, la commune est transférée du canton de Branne supprimé dont elle était le chef-lieu, au nouveau canton des Coteaux de Dordogne dont le bureau centralisateur se trouve à Castillon-la-Bataille,. Branne était le siège de la communauté de communes du Brannais, communauté membre du pays du Libournais.

## Population et société

### Démographie
Les habitants sont appelés les Brannais.
L'évolution du nombre d'habitants est connue à travers les recensements de la population effectués dans la commune depuis 1793. Pour les communes de moins de 10 000 habitants, une enquête de recensement portant sur toute la population est réalisée tous les cinq ans, les populations de référence des années intermédiaires étant quant à elles estimées par interpolation ou extrapolation. Pour la commune, le premier recensement exhaustif entrant dans le cadre du nouveau dispositif a été réalisé en 2005.

En 2022, la commune comptait 1 302 habitants, en évolution de +2,2 % par rapport à 2016 (Gironde : +6,91 %, France hors Mayotte : +2,11 %).
| 1793 | 1800 | 1806 | 1821 | 1831 | 1836 | 1841 | 1846 | 1851 |
| ---- | ---- | ---- | ---- | ---- | ---- | ---- | ---- | ---- |
| 633  | 544  | 610  | 565  | 560  | 580  | 621  | 633  | 608  |

| 1856 | 1861 | 1866 | 1872 | 1876 | 1881 | 1886 | 1891 | 1896 |
| ---- | ---- | ---- | ---- | ---- | ---- | ---- | ---- | ---- |
| 640  | 660  | 694  | 708  | 708  | 642  | 608  | 635  | 669  |

| 1901 | 1906 | 1911 | 1921 | 1926 | 1931 | 1936 | 1946 | 1954 |
| ---- | ---- | ---- | ---- | ---- | ---- | ---- | ---- | ---- |
| 672  | 640  | 690  | 631  | 597  | 655  | 697  | 717  | 756  |

| 1962 | 1968 | 1975 | 1982 | 1990 | 1999 | 2005  | 2006  | 2010  |
| ---- | ---- | ---- | ---- | ---- | ---- | ----- | ----- | ----- |
| 778  | 750  | 764  | 850  | 875  | 949  | 1 083 | 1 104 | 1 294 |

| 2015  | 2020  | 2022  | - | - | - | - | - | - |
| ----- | ----- | ----- | - | - | - | - | - | - |
| 1 277 | 1 317 | 1 302 | - | - | - | - | - | - |

### Enseignement

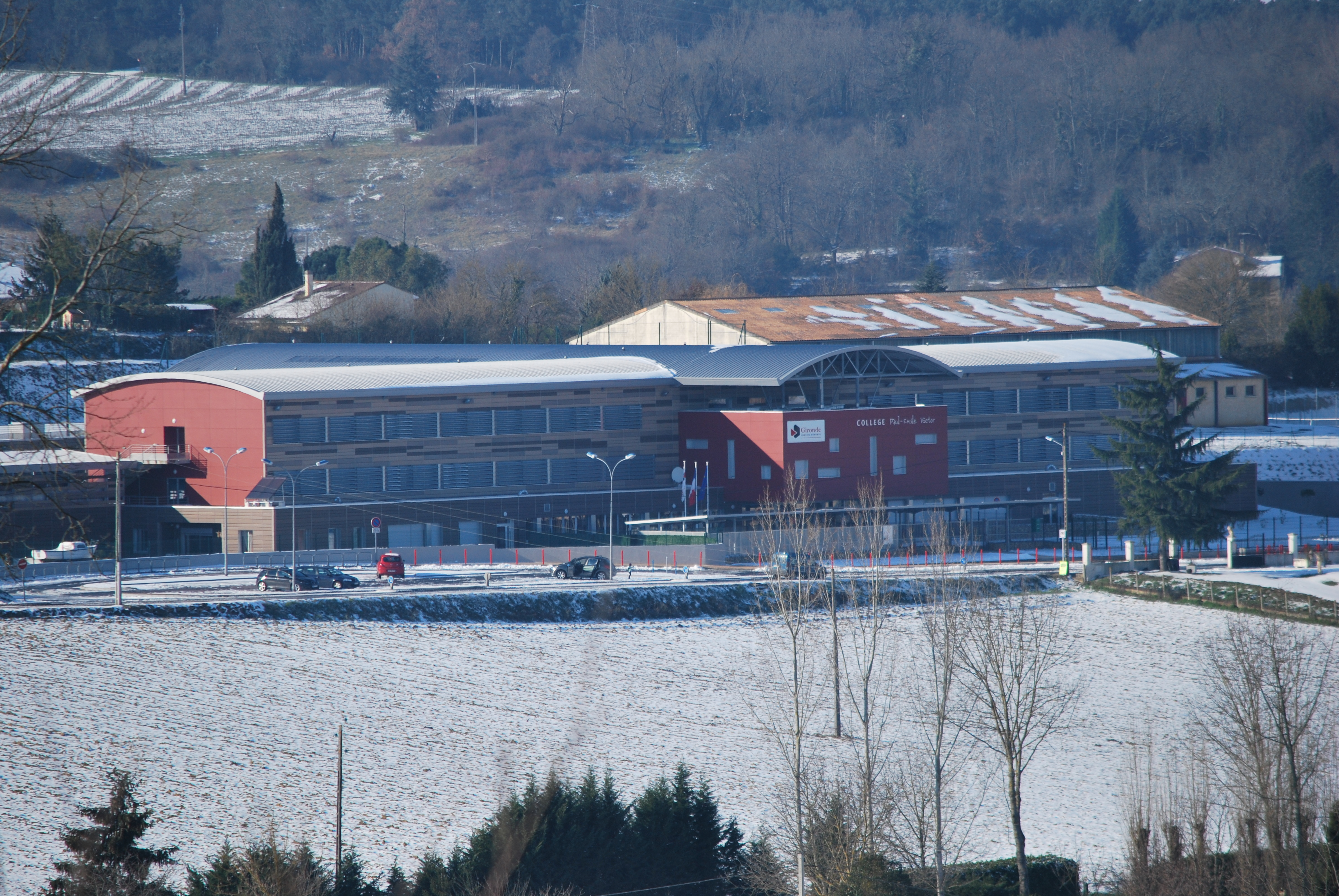
Collège Paul-Émile-Victor de Branne.

L'école publique Noël-Mouty accueille environ 170 enfants du primaire et le collège Paul-Émile-Victor reçoit 550 élèves du premier cycle de l'enseignement secondaire.

### Sports
Le club girondin de tennis de table US Branne Ping-pong a son siège dans la commune.

## Économie
La commune est située dans l'aire géographique de production de l'entre-deux-mers, appellation d'origine contrôlée des vins blancs secs issus du vignoble du même nom. Toute la région produit en outre des rouges, des clairets, des rosés, des blancs secs, doux ou effervescents sous les dénominations bordeaux et bordeaux-supérieur.

## Culture locale et patrimoine

### Patrimoine architectural
- La croix du cimetière de Branne est inscrite au titre des Monuments historiques[53].
- Église Saint-Étienne de Branne.

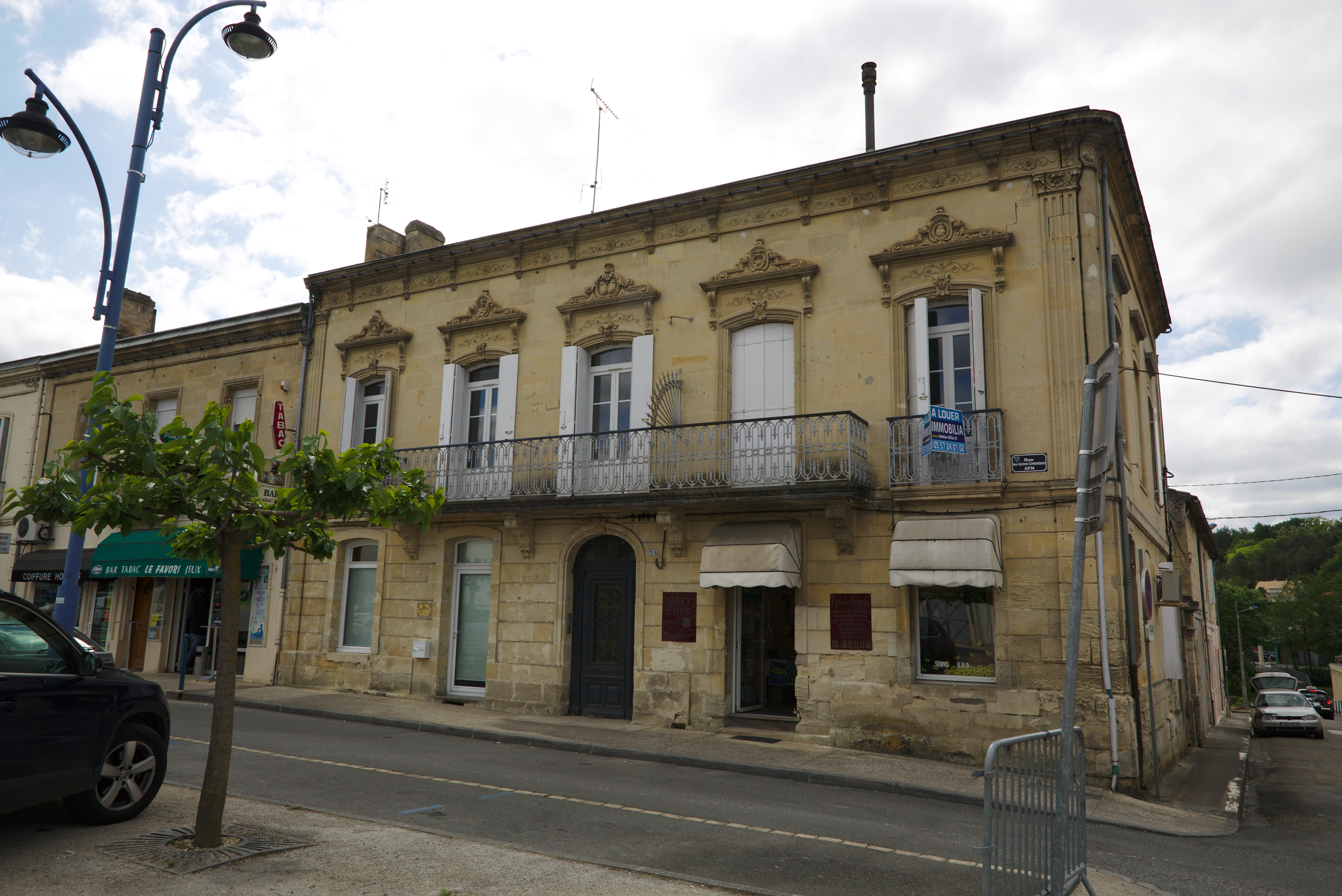
Bâtiment
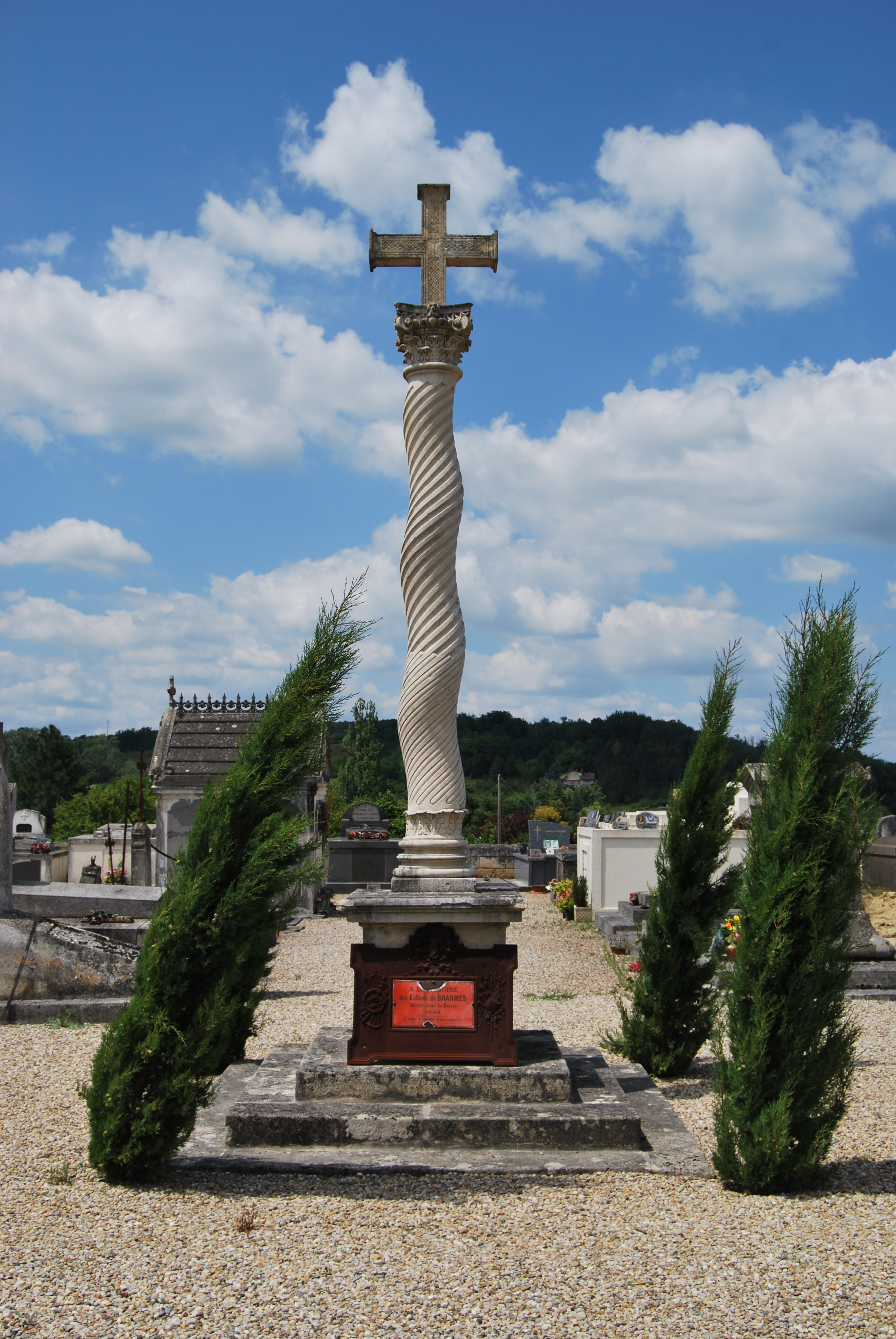
Croix du cimetière
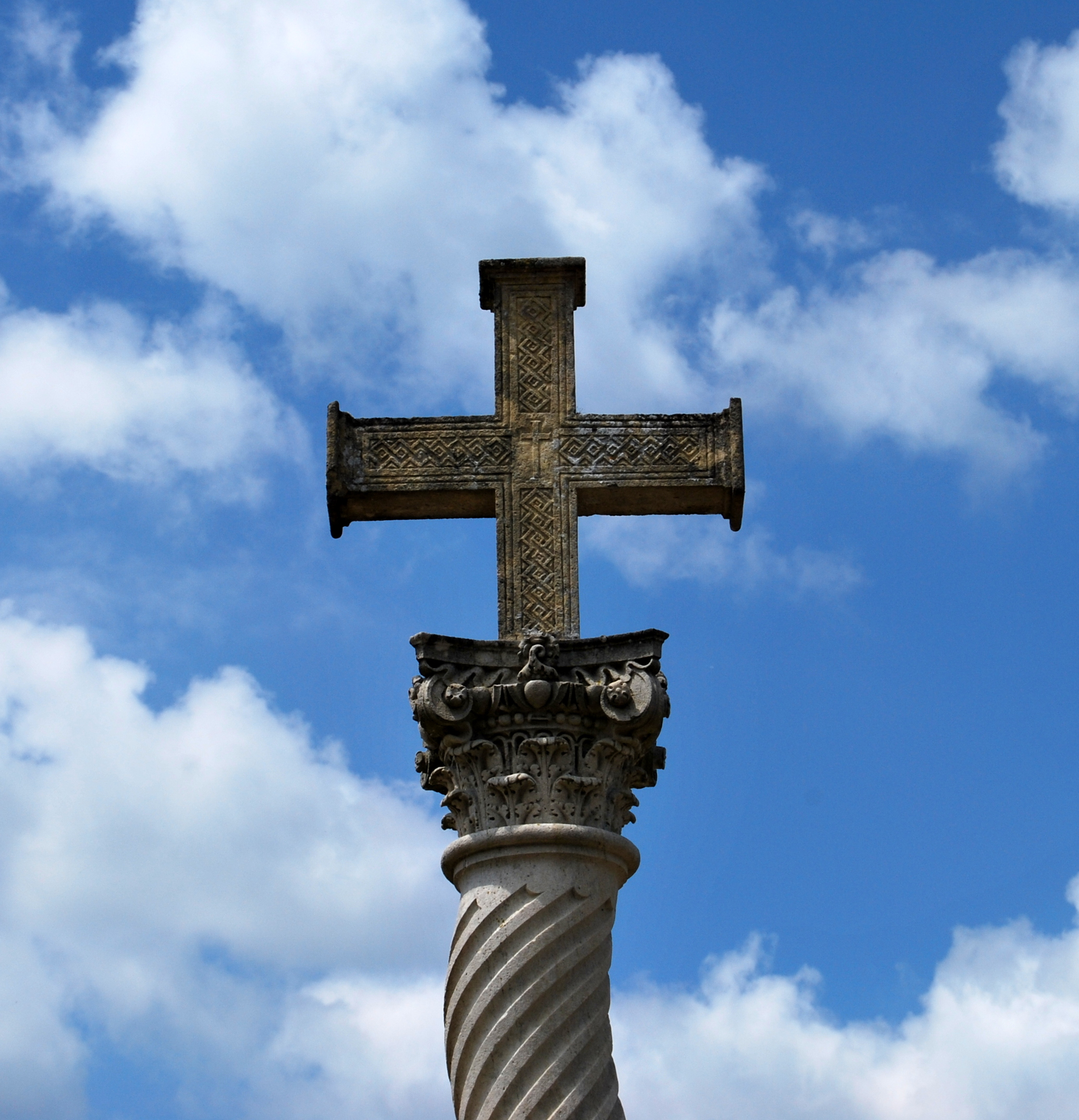
Détail de la croix du cimetière
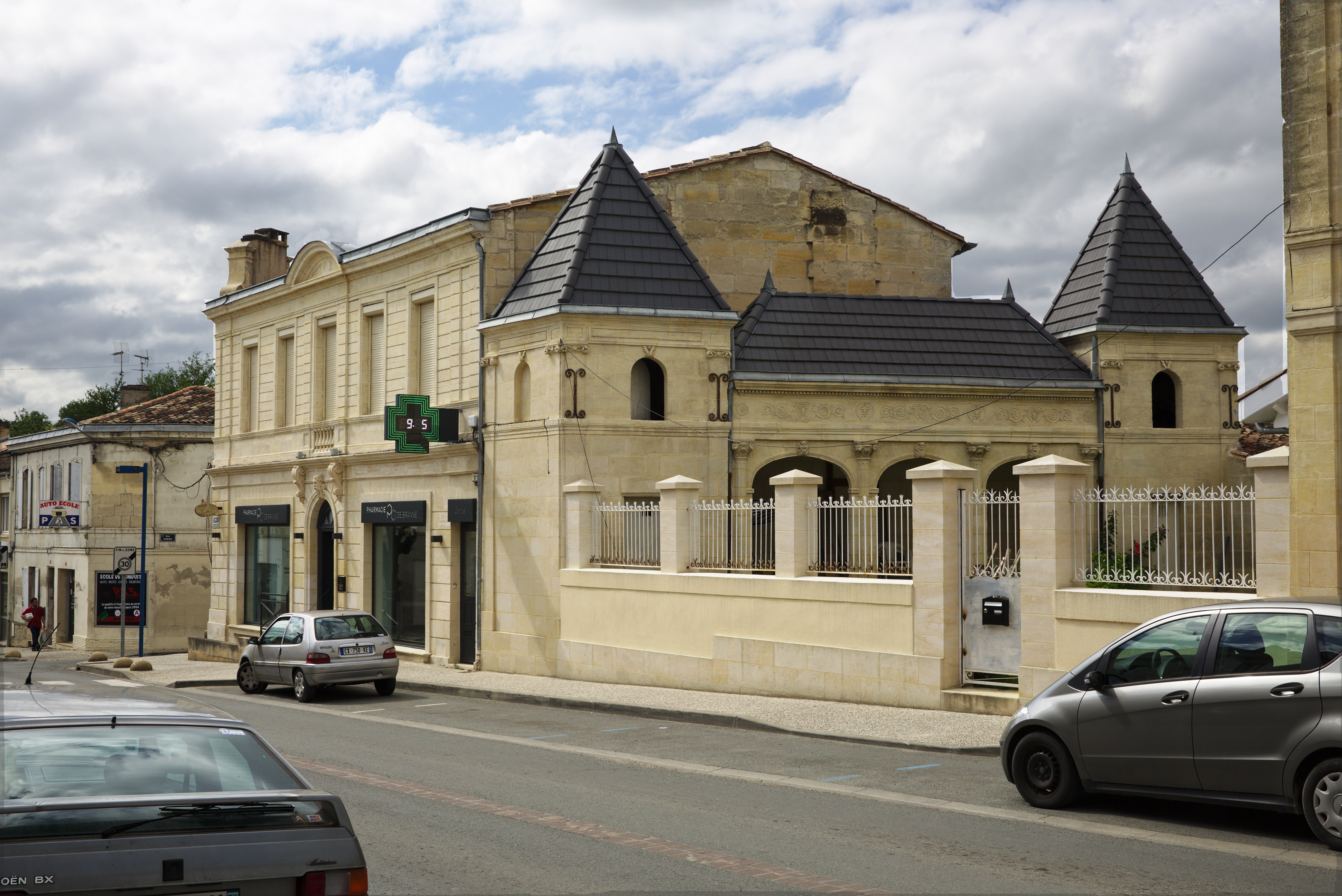
Bâtiments

### Événements culturels
Plusieurs films et séries télévisées ont été tournés dans la commune notamment la série La Rivière Espérance de Josée Dayan en 1995.

### Personnalités liées à la commune
- Bernard Turgan, homme politique né le 22 décembre 1757 à Branne (Gironde) et mort le 1er février 1813 à Pau.
- Gabriel Frizeau (1870-1938), viticulteur, amateur d'art et collectionneur est né dans la commune.

### Héraldique
| Blason de Branne | Blason  | D'azur aux trois fleurs de lys d'argent, celles du chef posées en chevron. |
| Blason de Branne | Détails | Officiel, présenté sur le site internet de la commune                      |